# مرد بارانی (فیلم ۱۳۷۸)
مرد بارانی فیلمی ایرانی محصول ۱۳۷۸ به کارگردانی ابوالحسن داوودی و نویسندگی داوود میرباقری و ابوالحسن داوودی است.

## بازیگران
- فرامرز قریبیان در نقش دکتر بارانی
- مهتاب کرامتی در نقش زیبا رازی
- رؤیا تیموریان در نقش پروین بارانی
- کیهان ملکی در نقش دکتر آهی
- جمشید اسماعیل خانی در نقش حاجی
- محسن قاضی مرادی در نقش منشی دکتر بارانی
- ملکه رنجبر در نقش زن داغدیده
- سید کامران مهدیون در نقش سهراب
- شبنم فرشادجو در نقش آرزو
- بهرام ابراهیمی در نقش دکتر حکاک
- علیرضا بهزادی‌پور در نقش امید

## خلاصه داستان
یک دکتر، قصد دارد با تحقیقات خود داروی ضد سرطان بسازد. در این حال مشکلات خانوادگی زیادی نیز دارد....

## جوایز
این فیلم در هجدهمین جشنواره فیلم فجر (۱۳۷۸) موفق به دریافت سیمرغ بلورین بهترین نقش اول مرد برای فرامرز قریبیان شد.
هم چنین نامزد سیمرغ بلورین بهترین فیلم، نقش دوم مرد (جمشید اسماعیل خانی)، بهترین نقش اول زن (مهتاب کرامتی)، بهترین نقش دوم زن (رویا تیموریان)، بهترین طراحی صحنه (پروین صفری)، بهترین چهره پردازی (رضا رادمنش)، بهترین فیلمبرداری (بهرام بدخشانی) بود.